# Idris glorior
Idris glorior är en stekelart som beskrevs av Kononova och Mikhail Vasilievich Kozlov 2001. Idris glorior ingår i släktet Idris och familjen Scelionidae. Inga underarter finns listade i Catalogue of Life.